# Dobrinište
Dobrinište (búlgaro: Добринище) é uma cidade da Bulgária, localizada no distrito de Blagoevgrad. A sua população era de 2,736 habitantes segundo o censo de 2010.

## População
| Dobrinište | Dobrinište | Dobrinište | Dobrinište | Dobrinište | Dobrinište | Dobrinište | Dobrinište | Dobrinište | Dobrinište | Dobrinište | Dobrinište | Dobrinište | Dobrinište | Dobrinište | Dobrinište | Dobrinište | Dobrinište | Dobrinište | Dobrinište |
| --- | ---------- | ---------- | ---------- | ---------- | ---------- | ---------- | ---------- | ---------- | ---------- | ---------- | ---------- | ---------- | ---------- | ---------- | ---------- | ---------- | ---------- | ---------- | ---------- |
| Ano | 1887       | 1910       | 1934       | 1946       | 1956       | 1965       | 1975       | 1985       | 1992       | 2001       | 2002       | 2003       | 2004       | 2005       | 2006       | 2007       | 2008       | 2009       | 2010       |
| População |            |            |            | …          | …          | …          | …          | …          | 3,221      | 3,016      | 3,002      | 2,922      | 2,855      | 2,843      | 2,803      | 2,801      | 2,796      | 2,764      | 2,736      |
| Fontes: Instituto Nacional de Estatísticas, „citypopulation.de“, „pop-stat.mashke.org“, Bulgarian Academy of Sciences |            |            |            |            |            |            |            |            |            |            |            |            |            |            |            |            |            |            |            |